# 單國祚
单国祚，字柱明，松江府華亭縣人。明朝政治人物。

## 生平
萬曆四十六年（1618年）戊午科應天鄉試舉人，天启五年（1625年）进士，官南京工部主事，调湖广按察司照磨，历南京都察院照磨，升工部员外郎、郎中，主考广西乡试。